# فرودگاه لیکویو
فرودگاه لیکویو  (به انگلیسی: Lakeview Airport (Texas)) یک فرودگاه خصوصی است که یک باند فرود poor آسفالت دارد و طول باند آن ۸۵۸ متر است. این فرودگاه در شهر لیک دالاس، تگزاس کشور ایالات متحده آمریکا قرار دارد و در ارتفاع ۱۶۳ متری از سطح دریا واقع شده است.